# Malé mechové jezírko
Malé mechové jezírko je rašelinné jezero, které se nachází v rašeliništi v národní přírodní rezervaci Rejvíz v okrese Jeseník v Jeseníkách. Leží 1 km jihovýchodně od osady Rejvíz. Jezírko má rozlohu 920 m². Dosahuje hloubky přibližně 5 m. Mocnost rašeliny zde dosahuje 6,6 m a je tak dvakrát větší než u Velkého mechového jezírka. Jeho plocha však stále více zarůstá. Leží v nadmořské výšce 745 m.

## Pobřeží
Jezírko se nachází v severovýchodní části rezervace v rašeliništi na severním břehu Bublavého potoka.

## Vodní režim
Voda z rašeliniště a tedy i z jezírka odtéká přímo nebo přes malé bezejmenné přítoky do Bublavého potoka, který se vlévá zleva do Černé Opavy.

## Flóra a fauna
V okolí jezírka roste ze stromů především borovice blatka. Roste zde především mech rašeliník a suchopýr. Můžeme tu také pozorovat rojovník bahenní, rosnatku okrouhlolistou a klikvu žoravinu.
Z živočichů se zde vyskytují pavouci, šídlo rašelinné, žluťásek borůvkový, skokan rašelinný, čolek horský a karpatský

## Přístup
K jezírku nevedu žádná stezka a není pro veřejnost přístupné. Nejbližší turistická značka vede přibližně 500 m východně od něj.